# 日本航空782号班机涉中国旅客事件
日本航空782号班机涉中国旅客事件，又称日航事件或JL782事件，指2001年1月27日原定于前往东京成田国际机场的日本航空782号班机因天气原因备降大阪关西国际机场后，该航班上未持有日本签证、原定在东京机场不入境转机前往美国、加拿大等地的中国旅客，被迫在夜间关闭、无商店营业的关西机场管制区内滞留，而引发的航空运输纠纷事件。

## 事发经过
2001年1月27日下午三时，日航JL782航班起飞，原定于日本时间下午六时降落在东京成田国际机场。然而，JL782航班在飞抵东京后没有降落，盘旋了将近40分钟后，机上广播通知：因东京下大雪，基于天气原因不能降落，飞机将备降大阪。晚八时，JL782航班飞抵大阪，随后飞机即被拖离跑道，停放在一个不能上下旅客的停机坪上。
晚上十点左右，日航开始将JL782航班上经济舱内的日本客人和西方客人接走，并向每个日本旅客提供了两万日元（按当时汇率约合人民币1362元），而机上中国旅客依然被要求“耐心等待”。晚上十一点多，90多位筋疲力尽的中国旅客终于被允许走下飞机，并得到“妥善安排”的许诺。日航一位空姐在带领他们进入大阪机场的某一个大厅后说了句“地勤人员会安排你们的”，然后就消失了。到28日凌晨三点多，中国旅客终于被带到大厅楼上的一个地方，每人只得到一小块三明治，饮用水依然没有。到28日上午，日本航空公司的人员才出现，答复是，这些乘客将在中午十二时飞回东京。下午一时，飞机飞抵东京成田机场。

## 旅客的投诉
在事件中，中国旅客指控日航未安排他们向日本出入境机关申请适用“寄港地上陆许可”（英语：Shore Pass）入境日本，又未能妥善安排他们的食宿，致使他们在被迫受困在夜间本不开放、没有任何酒店或商店营业的管制区内，遭受了恶劣的对待。又因为日航向其他能够入境日本的旅客（主要为日本人和能够免签入境的西方国家旅客）提供两万日元补偿以换取他们自行前往东京，该批中国旅客指控日航的做法是对中国乘客的歧视。
九十多名中国乘客认为日航的行为对中国旅客的国格、人格是极大的侮辱，他们的索赔数额至少是每人1000万日元，约合人民币100万元左右，其中最主要的是精神赔偿。2月17日，中国消费者协会表示介入此事，日航亦就此事发表五点“说明”：对过境旅客由于天气原因不得不在大阪滞留一事深表同情和遗憾，并声称已尽最大努力妥善安排乘客，日航并未违反国际航空公约，也根本没有因国籍和种族歧视旅客的行为。
2月19日下午，来自天津和北京的6名旅客代表来到中国消费者协会，正式向消协递交了投诉书。2月20日上午，日航北京支店店长青山俱秀等一行4人造访了中消协，双方就相关问题进行了磋商。2月22日，外交部发言人朱邦造表示关注此事，希望日航当局尽快本着认真、负责的态度，作出圆满处理，不要拖延。

## 争议处理

### 日航的反应
2月20日上午，日航北京支店店长青山俱秀等一行4人造访了中消协，双方就相关问题进行了磋商。日方代表表示，在这次事件中不存在种族歧视问题；不否认在经营中有服务问题，并再次表示歉意。道歉形式、内容、程度待调查明确后确定；争取一周内拿出解决问题的时间表。同时表示希望中消协介入进行调解。
2月23日，日航法律顾问表示不希望中国乘客起诉。2月25日，在事件发生约一个月后，日本航空公司发表公开信，首次向1月27日乘坐日航JL782航班的中国旅客表示道歉。3月5日下午3:30，日本航空公司将关于“JL782航班旅客投诉事件”的第一份调查报告递交到中国消费者协会。3月9日18:20，日航代表向中国乘客递交了第二份“事实调查报告”，并表示第三份报告将于12日前准时送达。3月12日下午，日航第三份调查报告递交到中国消费者协会和中国乘客代表手中，称“日航没有因为旅客的国籍不同而区别对待的行为”。

### 中国乘客的回应
在日航发出公开信后，中国乘客代表深表失望，认为公开信没有实质内容；在日航代表称“感谢接受公开信时”，乘客代表称“不是接受、是收到，二者有本质区别”。第二份调查报告发出后，乘客方面称日航第二份调查报告是胡闹、毫无诚意。在日航提出三份报告书后，本次「日航事件」中國乘客投訴總代表李浩說，日航調查報告的第二部分不屬實；此事件歡迎中消協進行調解，但是不放棄訴諸法律的權力。中消協有關人士表示，在調解失敗後，支持中國乘客訴諸法律。

### 和解
在中国乘客宣布采取法律行动后，日航方面与中国乘客持续谈判。6月28日，日航就中国乘客受辱认错，日航总裁也表示道歉并赔偿。双方于7月2日发表《关于“JL782航班服务纠纷”乘客与日航调解的共同声明》。日航承认“服务不周全、主动与乘客沟通不够”造成此次事件，愿意“以努力争取和解的实际行动表达对中国乘客的诚意与尊重，并取得谅解”。日航诚恳表示在此次纠纷中确实不存在“种族歧视”等问题，乘客方面对此表示理解，双方同意此后不再涉及这一问题。
2001年7月29日下午，日航代表和乘客代表在北京京城大厦50层董事厅举行日航风波和解协议签字仪式。日航代表常务董事舩山博之(FUNAYAMA HIROYUKI)首先宣读了致歉信，随后双方代表正式签定了和解协议。
按照双方事先的约定：30日上午，日航总裁兼子勲从东京前往北京，在人民大会堂出席“庆祝日航风波圆满解决恳谈会”，并公开向全国人民作最后一次正式道歉。至此，“日航事件”得以圆满解决。

## 评论
商务部国际贸易经济合作研究院研究员王志乐在2001年5月时评论认为，媒体在报道“东芝、三菱、日航”事件时过分情绪化了。在7月的另一篇文章中，他认为——
日航飞机滞留关西机场造成约100名中国乘客饥寒交迫，而其他1500名外国乘客也遭遇了同样的命运。不同的是，中国旅客在机场边检站外的大厅，而其他旅客则在边检站内的大厅——中国公民未经出入境检查不得通关。因此这可能不是日航方面的问题，而是日本出入境管制的问题。
王志乐认为，本国一些网友和媒体一再批评这是“种族歧视”，强调我国人民作为一个民族的尊严，这本身并不是一件坏事；但是，一个能够赢得各国人民尊重的民族，才是一个有自尊心、有自信、凡事公平的民族，而严格要求自己的民族才能够赢得各国人民的尊重。
东亚大学专职讲师斋藤明美在九州法学会的“中国法制化现阶段与社会变革研讨会”发表的《中国的消费纠纷》中提到了JL782事件在内的多宗涉及日企的消费纠纷。她在评论时说——
每次事件发生，新闻上几乎每天都会报道事件进展和对此的各种看法，然而报道口吻大多是“双重标准”“贸易歧视”“种族歧视”，很少把这些事件作为法律问题提出。一些律师表示，原因是法律存在缺陷。但学者和从业者的观点往往缺乏重点，可能是由于缺乏信息或存在偏见。

## 轶事
在事件解决的恳谈会上，乘客代表和日航向天津日报旗下的《每日新报》赠送了一面印有“民间调解人”字样的锦旗，以感谢该报社对“日航事件”客观、详实地报道，以及为促进“日航事件”圆满解决所做的努力。